# 2269 Efremiana
A 2269 Efremiana (ideiglenes jelöléssel 1976 JA2) a Naprendszer kisbolygóövében található aszteroida. Nyikolaj Sztyepanovics Csernih fedezte fel 1976. május 2-án.